# Радон-220
Радо́н-220, историческое название торо́н (лат. Thoron, обозначается символом Tn), также известный как эманация тория (лат. Thorii Emanatio, обозначается символом ThEm) — радиоактивный нуклид химического элемента радона с атомным номером 86 и массовым числом 220. Имеет период полураспада 55,6(1) с. Открыт в 1900 году Э. Резерфордом и Р. Оуэнсом. Чистый торон представляет собой газ с плотностью 9,816 кг/м³ (при нормальных условиях).
Радон-220 — член радиоактивного семейства тория-232 (так называемый ряд тория), поэтому радон-220 образуется в природе в месторождениях тория, а также в любых веществах, содержащих примеси тория. Если в природном тории-232 нет примесей урана-235 и урана-238, то образуется только радон-220 (без примесей других изотопов радона). В окружающей среде данный нуклид из-за малого периода полураспада не накапливается.

## Образование и распад
Радон-220 непосредственно образуется в результате α-распада нуклида 224Ra (период полураспада составляет 3,66 сут):
{\displaystyle \mathrm {{}_{88}^{224}Ra} \rightarrow \mathrm {{}_{86}^{220}Rn} +\mathrm {{}_{2}^{4}He} .}
Сам радон-220 также α-радиоактивен, в результате распада образуется нуклид 216Po, выделяемая энергия составляет 6,40467(10) МэВ:
{\displaystyle \mathrm {{}_{86}^{220}Rn} \rightarrow \mathrm {{}_{84}^{216}Po} +\mathrm {{}_{2}^{4}He} .}

## Радиационное воздействие
Химически торон является инертным газом, поэтому он, в отличие от химически активных членов ряда тория, плохо удерживается в кристаллической решётке минералов и диффундирует сквозь неё, попадая в воздух. Торон эманирует в атмосферу из любых торий-содержащих веществ, в том числе из стройматериалов (бетон и пр.) и почвы. Содержание торона в воздухе обычно меньше содержания радона-222, поскольку период полураспада последнего значительно больше, однако в некоторых случаях вклад торона в дозообразование достаточно велик. Вклад радона-220 в суммарную дозу облучения примерно в 20 раз меньше вклада радона-222. Торон и его дочерние радионуклиды (полоний-216, свинец-212, висмут-212, полоний-212, таллий-208) из воздуха осаждаются в органах дыхания, поэтому внутреннее облучение от этих изотопов в основном получают лёгкие. В дозу внешнего облучения сам торон вклада не даёт, поскольку является чистым альфа-излучателем, однако его дочерние бета-активные нуклиды 212Pb, 212Bi и 208Tl излучают бета-частицы и гамма-кванты.